# Karol Olszewski

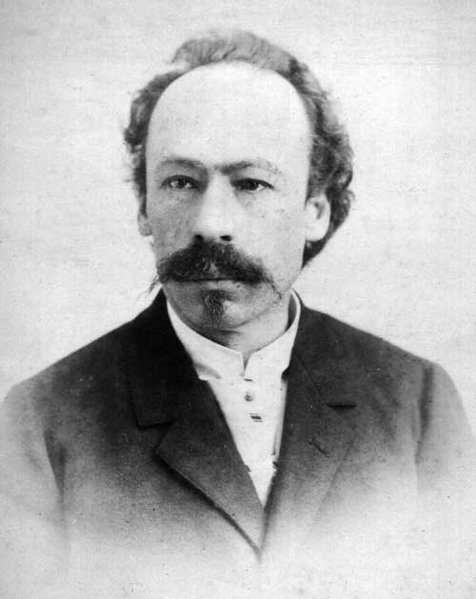
Karol Olszewski

Karol Stanisław Olszewski (Broniszów, 29 januari 1846 – Krakau, 24 maart 1915) was een Pools scheikundige, wiskundige en natuurkundige. Samen met zijn landgenoot Zygmunt Wróblewski slaagde hij erin om als eerste lucht vloeibaar te maken.

## Biografie
De vader van Olszewski was landeigenaar en overleed enkele maanden na de geboorte van Karol tijdens een boerenopstand. Als wees groeide hij op bij familieleden en genoot onderwijs in Nowy Sącz en Tarnów.
Vanaf 1866 studeerde Olszewski natuur- en scheikunde aan de Jagiellonische Universiteit in Krakau. In 1872 ging hij naar de universiteit van Heidelberg. Nog datzelfde jaar promoveerde hij er bij Robert Bunsen zonder een proefschrift voor te leggen, wat destijds nog mogelijk was. Aansluitend keerde hij terug naar de Jagiellonische Universiteit waar hij de assistent werd van Emil Czyrnianski. In 1873 habiliteerde Olszewski, werd er docent en hield zich bezig op het gebied van de analytische en anorganische chemie – vanaf 1876 als buitengewoon hoogleraar scheikunde en vanaf 1891 als gewoon hoogleraar.
In Krakau begon in 1882 de vruchtbare samenwerking met Zygmunt Wróblewski, toen deze naar de Jagiellonische Universiteit ging. Nadat beiden zich elk afzonderlijk hadden beziggehouden met het vloeibaar maken van gassen slaagden ze in 1883 erin om als eersten zuurstof en stikstof uit lucht vloeibaar te maken in een stabiele toestand. In Annalen der Physik und Chemie schreven Wroblewski en Olszewski: "Zuurstof is een doorzichtige, uiterst vluchtige en kleurloze vloeistof met een scherpe meniscus die veel vlakker staat dan die van koolzuur. Bij drukvermindering begint het zaakje te schuimen, aan het oppervlak treedt verdunning op en bij nog lagere druk kookt de vloeistof overal."
Toen Olszewski in 1896 hoorde van de ontdekking van röntgenstraling, herhaalde hij het experiment van Wilhelm Röntgen en maakte hij zo de eerste röntgenopname in het huidige Polen.